# Estação Ferroviária da Póvoa
A Estação Ferroviária da Póvoa (nome anteriormente grafado como "Povoa") é uma interface ferroviária de passageiros da Linha do Norte, que serve a localidade de Póvoa de Santa Iria, em Portugal.

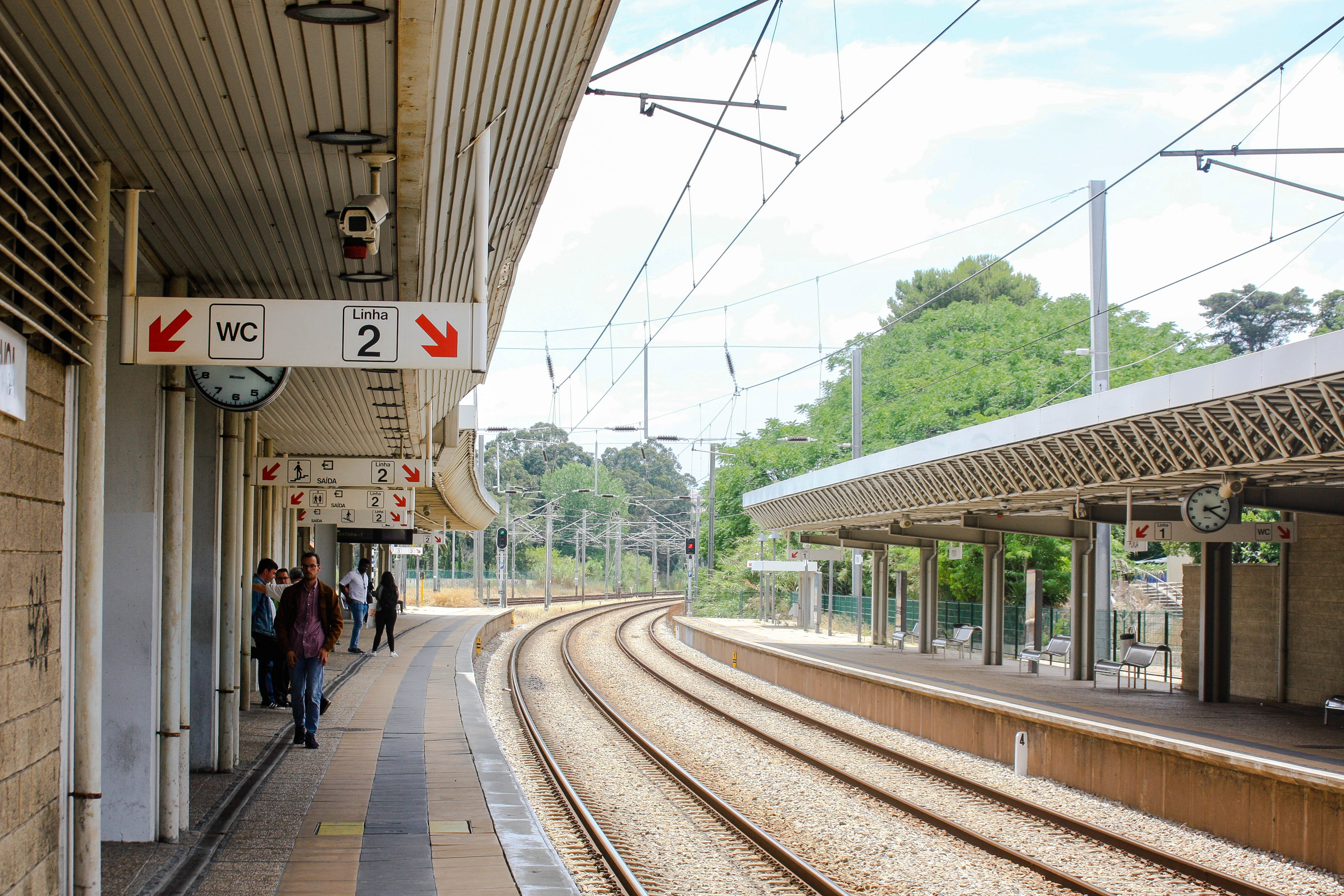
Vista da estação para sul

## Descrição
Situa-se em Póvoa de Santa Iria, tendo acesso pela Rua dos Marinheiros.

Em dados de 2011, tinha quatro vias de circulação, todas com 301 m de comprimento; as plataformas tinham todas 90 cm de altura e 222 m de extensão. O edifício de passageiros situa-se do lado poente da via (lado esquerdo do sentido ascendente, a Campanhã).

## História

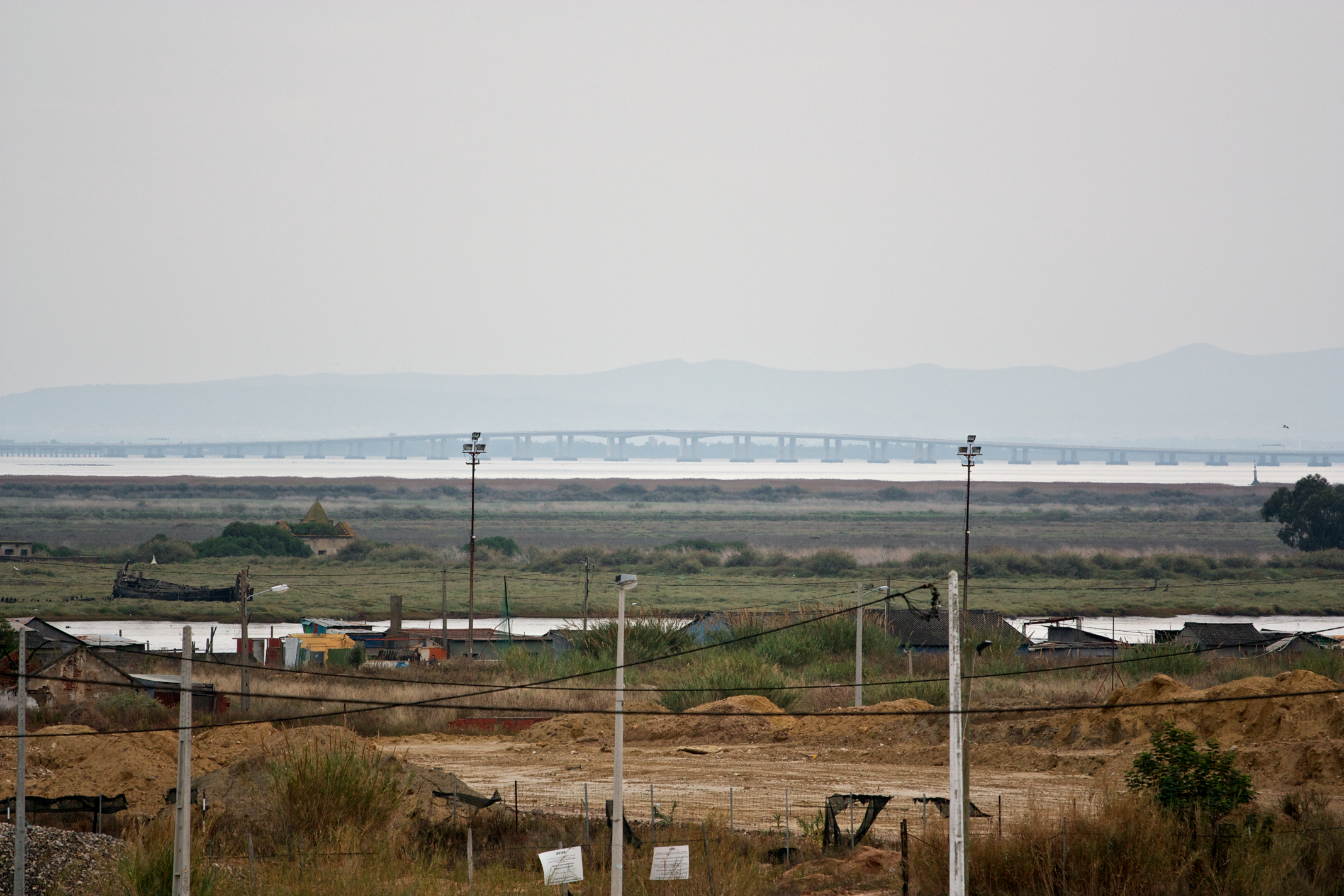
Vista da estação para sudoeste, sobre o estuário do Tejo.

### Século XIX
Antes da instalação do caminhos de ferro, em meados do Século XIX, o principal meio de transporte entre Lisboa e a Póvoa de Santa Iria e outras povoações ribeirinhas era a navegação fluvial ao longo do Rio Tejo. Porém, este meio de comunicação era lento e pouco seguro, tornando-o pouco adequado às necessidades da região, que carecia de um meio de transporte mais avançado para fomentar o seu desenvolvimento.

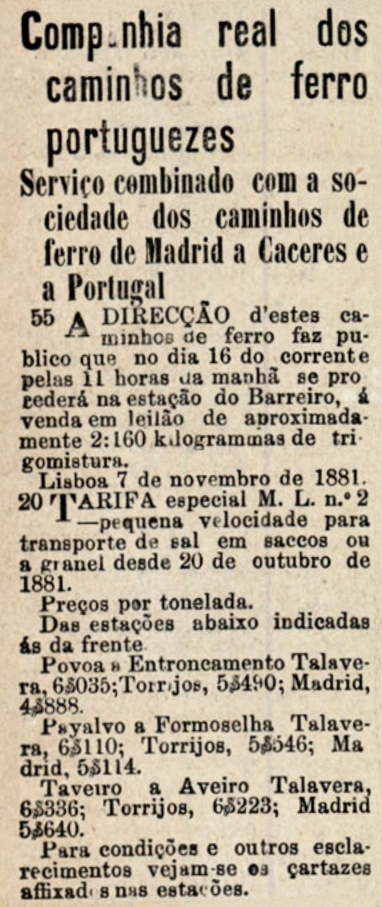
Aviso de 1881 da Companhia Real, onde esta gare aparece com o nome original: Povoa.

No programa para o concurso do Caminho de Ferro de Lisboa à Fronteira de Espanha, publicado em 1852, estipulou-se que a primeira secção, de Lisboa a Santarém, tivesse passagem pelas proximidades da Póvoa de Santa Iria. O primeiro lanço desta linha, entre Lisboa-Santa Apolónia e Carregado, que foi inaugurado em 28 de Setembro de 1856.
Com a instalação das linhas férreas e a modernização da rede viária, a Póvoa de Santa Iria e as outras povoações na região entraram numa grande fase de expansão industrial e urbana, provocando o declínio da navegação fluvial.
Durante a construção das oficinas na estação de Santa Apolónia, a maior parte dos operários foram os habitantes de Póvoa de Santa Iria e outras povoações da zona, e durante algum tempo tornou-se um fenómeno habitual a deslocação diária de dezenas de pessoas desde as suas habitações até às estações ferroviárias, onde apanhavam os primeiros comboios até Braço de Prata e depois o comboio operário até Santa Apolónia, fazendo o percurso inverso no fina do dia.

### Século XX
Em 1901, o edifício desta estação foi totalmente reedificado.
No orçamento da Companhia Real dos Caminhos de Ferro Portugueses para 1902, foi incluída a construção de uma via transversal nesta Estação.
A linha férrea vai ser essencial para a germinação do ideal republicano na localidade no início do século XX.
Em 16 de Janeiro de 1914, foi organizado um comboio especial do Porto a Lisboa com tropas a bordo, durante uma grande greve da Companhia dos Caminhos de Ferro Portugueses, viagem que demorou cerca de 27 horas devido a diversos actos de sabotagem praticados pelos grevistas, incuindo o levantamento de carris em Póvoa de Santa Iria. Dois dias depois, um comboio descarrilou entre Póvoa e Sacavém devido a sabotagem na via férrea, provocando três feridos.
Em 1933, a Companhia dos Caminhos de Ferro Portugueses iniciou as obras de um novo edifício nesta estação, que foi concluído no ano seguinte.

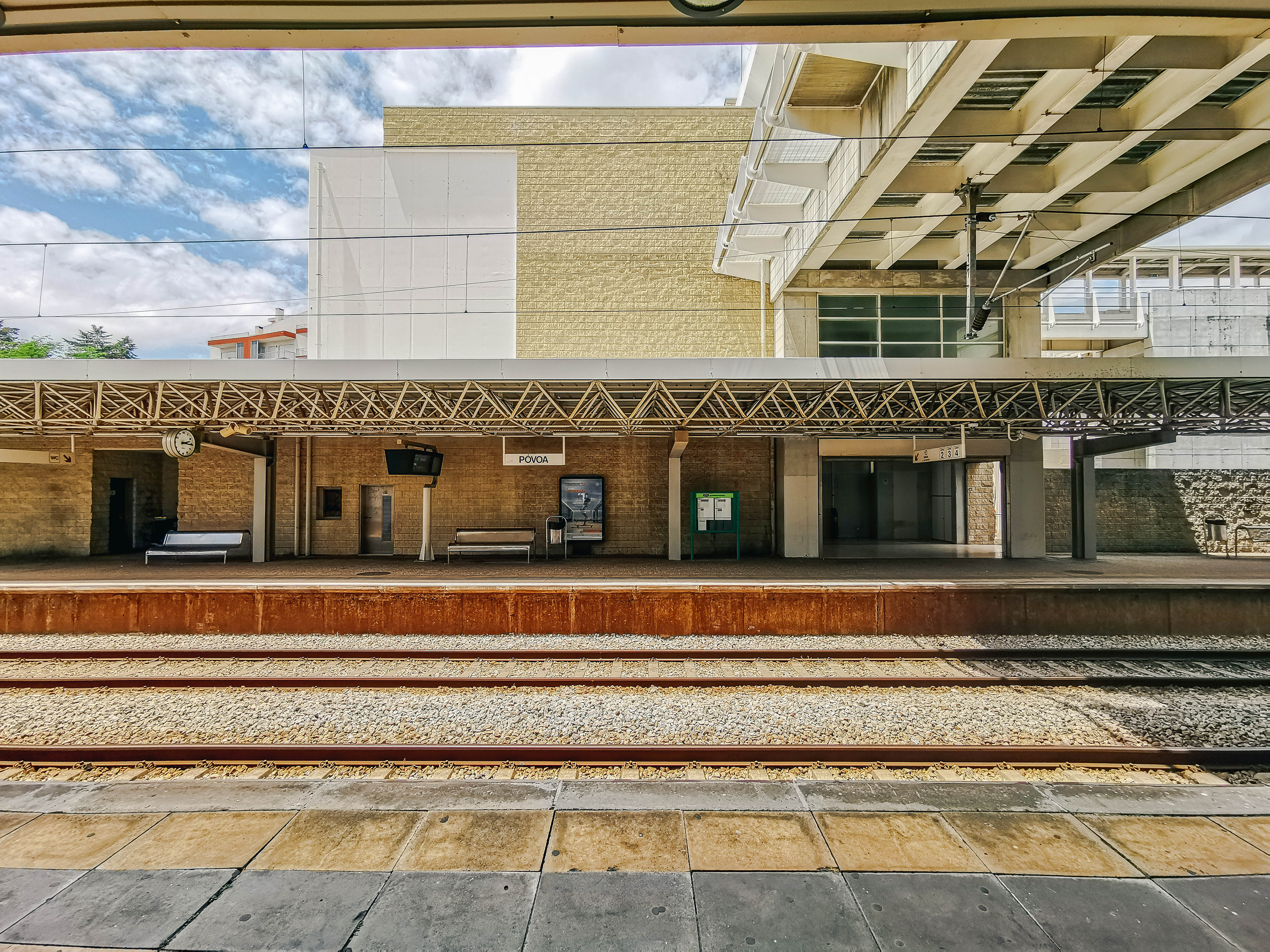
Edifício da estação construído na década de 1990.

Na Década de 1980, os Caminho de Ferro Portugueses iniciaram um grande programa de modernização da Linha do Norte, que incluiu a quadruplicação da via férrea entre Braço de Prata e Alverca, a instalação de novos equipamentos de sinalização e a reconstrução de várias estações, incluindo a da Póvoa. Este programa foi depois continuado pela Rede Ferroviária Nacional.
A 5 de Maio de 1986 ocorreu uma colisão entre dois comboios (um rápido e um regional) nesta estação, vitimando 17 mortos e mais de 80 feridos.

Na Década de 1990, a estação da Póvoa foi alvo de obras no âmbito do programa de modernização da Linha do Norte, iniciado pela empresa Caminhos de Ferro Portugueses e terminado pela Rede Ferroviária Nacional.